# フルーツポンチ (お笑いコンビ)
フルーツポンチは、吉本興業（東京本社）所属のお笑いコンビ。2005年4月結成。NSC東京校10期生。略称は「フルポン」。

## メンバー
村上 健志（むらかみ けんじ、1980年〈昭和55年〉12月8日 - ）（44歳）
ボケ・ネタ作り担当、立ち位置は向かって右。

亘 健太郎（わたり けんたろう、1980年〈昭和55年〉7月12日 - ）（45歳）
ツッコミ担当、立ち位置は向かって左。
- 神奈川県横浜市金沢区出身。
- 血液型A型。身長165cm。
- 神奈川県立磯子工業高等学校（機械科）卒業。
- 元航空自衛官。2014年6月15日付で、予備自衛官に採用された。階級は空士長。その後、予備三等陸曹に昇進した。兄弟構成は姉が2人の長男。
- 圧倒的なキャラクターを持つ村上を相方に持つため2010年1月4日放送の『アメトーーク!』（テレビ朝日系、）にて「じゃない方芸人」としてへ出演、自身の目立たないエピソードを披露した。その一方で元自衛官という経歴を生かし、オリジナルのギャグ「自衛隊じゃんけん」「自衛隊お遊戯」などを稀にテレビで披露する。特技は匍匐前進。その他、いわゆる「キレ芸」を行うことがある。
- 昔は髪の毛を真っ青に染めていたことがある。その頃はNSCの講師アシスタントをしていて、よく生徒を叱っていたところから生徒に「青鬼」と呼ばれていた。その一方、かなりの童顔で八重歯があるため福田恵悟（LLR）にはブログで「中国の（遊園地の）ミッキーマウスのような可愛らしさ」と評された。アメカジファッションを好み、所ジョージに憧れている。
- 2009年5月に、3歳年上の一般女性と結婚。かつてのレギュラー番組だった『爆笑レッドシアター』（フジテレビ）が初報告の場となった。妻のことは「女房」と呼んでいる。2011年10月5日に長男が誕生、2016年1月16日に長女が誕生した。
- 2020年以降は、コロナ禍の影響もあり芸人としての仕事が減少。空き時間を利用して建築関係のアルバイトを行う中で、第二種電気工事士の資格を取得した。

## 経歴
村上は大学在学時に映画学校の俳優コースへ通っていた。そこでの仲間からお笑いに誘われ、後に1人でNSCに入ろうとしたがその年は願書締め切り日が過ぎており、実際にNSCへ入学したのは翌年であった。
亘は航空自衛隊三沢基地にある、整備補給群 (第3航空団)所属の自衛官であり、武器弾薬員として約5年間勤務した。最終階級は空士長。その後に芸人に転身した。地元の友達とコンビを組もうとしたもののその友達が企業に就職したため、1人でNSCに入った
2010年1月16日放送の『フルーツポンチのオールナイトニッポンR』（ニッポン放送）でコンビ結成の経緯について語った。以下はその要約である。
「フルーツポンチ」というコンビ名は特に由来がある訳ではなく、村上の思い付きである。コンビ名を決める際に村上の頭の中にふと「フルーツポンチ」という単語が出てきたため、そのまま名付けられた。周りからはイジられたり「ダサい」と揶揄されたりする（島田紳助からは「ピンチパンチ」と呼ばれる）ため、本人たちは「適当につけたことを後悔している」と語っている。コントレギュラー番組『ピラメキーノ』（テレビ東京系）内のコーナーへ出演した子どものリクエストで『おしるこ』に改名させられそうになったが村上がドッジボールに勝ったため阻止、2人とも跳んで喜んだ。
テレビへの出演が増え始めた2008年頃は、『爆笑レッドカーペット』『THE THREE THEATER』『爆笑レッドシアター』などで同じく東京吉本所属の先輩に当たるしずると共演する機会が多く、村上としずるの村上とで「ダブル村上」と称されることもあった。なお、『爆笑レッドシアター』出演メンバーの中で唯一『爆笑オンエアバトル』（NHK総合）への出演経験がない。

## 芸風
主に村上の扮する「ウザキャラ」を中心としたコントが多い。
M-1グランプリに出場して漫才を演じたこともある。

## 賞レースでの戦績

### M-1グランプリ
| 年度   | 成績      | 会場                   | 日時       |
| ------ | --------- | ---------------------- | ---------- |
| 2005年 | 1回戦敗退 |                        |            |
| 2006年 | 2回戦進出 | ラフォーレ原宿         | 2006/11/03 |
| 2007年 | 3回戦進出 | ラフォーレ原宿         | 2007/11/23 |
| 2008年 | 3回戦進出 | TOKYO FM HALL          | 2008/10/31 |
| 2015年 | 2回戦進出 | 雷5656会館ときわホール | 2015/10/13 |

### THE SECOND 〜漫才トーナメント〜
| 年     | 結果                          |
| ------ | ----------------------------- |
| 2023年 | ノックアウトステージ32→16進出 |

## 出演

### バラエティ番組
- 千鳥のクセスゴ!（フジテレビ、2023年9月23日）

#### 過去のレギュラー番組
- THE THREE THEATER（フジテレビ、2008年10月 - 2009年3月）
- 鬼のワラ塾（テレビ朝日、2008年10月 - 2009年9月）
- 爆笑レッドシアター（フジテレビ、2009年4月 - 2010年9月）
- ピラメキーノ（テレビ東京、2009年4月 - 2015年9月）
- 世界笑える!ジャーナル（TBS、2010年4月 - 8月）- 「芸人ジャーナリスト」として
- ヒルナンデス!（日本テレビ、2011年4月 - 2012年3月）- 金曜日レギュラー
- 夢!どうぶつ大図鑑（TBS、2011年10月 - 2012年3月）-「ポン村上VSどうぶつ 炎の十番勝負」なるコーナーがあった。
- よしもとミッドナイトコメディ 3年2組ポンコツの唄（読売テレビ、2013年6月 - 2014年3月）- 月1放送
- ノリで行こう!!（福岡放送、2013年10月 - 2014年3月）

#### 冠特番
- はんにゃ&フルポンの大阪おばちゃんグルメツアー（関西テレビ、2010年2月6日）
- はんにゃ・フルーツポンチ・笑い飯の青春リベンジハイスクール（読売テレビ、2010年3月27日）

### テレビドラマ
- 24時間あたためますか?〜疾風怒涛コンビニ伝〜（日本テレビ、2008年3月15日）

### CM
- ピザハット（2009年）
- ジョージア缶コーヒー（2012年） - サラリーマン役で揃って出演
- カップヌードル（2016年） - 村上のみ一瞬だけ出演。

### 書籍
- しずる はんにゃ フルーツポンチ スクールデイズ（ISBN:978-4-8470-1833-6、ワニブックス）
- お笑い! 別冊カドカワ（ISBN:978-4-04-895091-6、角川マガジンズ）- インタビューを掲載

### 雑誌
- ザテレビジョン（角川マーケティング）- 「一流芸人ぶる男」を連載
- お笑いポポロ（麻布台出版社）
- お笑い男子校（ワニブックス）
- マンスリーよしもとPLUS（ワニブックス）

ほか、Web版ORICON STYLEにて「フルポン村上の“ヒザ神”が愛を叫ぶ!!」を連載

### ライブ
単独ライブ
- カラフル（2008年2月25日）- 第1回単独ライブ、新宿シアターブラッツ
- フルーツタイム（不定期開催）- トークライブ、よしもと∞ホール他、ゲストが呼ばれる

合同ライブ
- ヨシモトスープ 〜レッドテイスト〜
- 次世代コーナーライブneeds
- ロッツtheよしもと
- しんポジウム（2012年8月から同年12月まで全5回）- しずる・はんにゃとの企画ライブ、ルミネtheよしもと

他ルミネtheよしもと、浅草花月、なんばグランド花月、よしもと祇園花月などの公演に不定期出演
亘のみ出演
- まったりきたわね - 玉城泰拙（セブンbyセブン）・ツネ（2700）との大喜利ライブ、渋谷公園通りシアターD

### 芝居
- 神保町花月
  - クリープ（2007年7月28日 - 8月3日）
  - 僕を忘れて（2007年10月10日 - 10月14日）
  - カウントダウン'08 〜ゆく芝居くる芝居（2007年12月31日 - 2008年1月1日）
  - 何者でもない俺たち#1 さりげなく出会って なにげなく見つめて（2008年1月8日 - 1月14日）
  - 何者でもない俺たち#2 150グラムの品格（2008年2月5日 - 2月11日）
  - 何者でもない俺たち#3 愛と勇気のイレブンライダー（2008年3月4日 - 3月9日）
  - 花坂荘の人々#1 〜おなか、すいてない?〜（2008年4月15日 - 4月20日）
  - 花坂荘の人々#2 ブラザーズ&ブラザーズ（2008年5月13日 - 5月18日）
  - 花坂荘の人々#3 〜これから、そしてここから〜（2008年6月17日 - 6月22日）
  - 本当の嘘（2008年9月9日 - 9月15日）
  - やさしい生きもの（2009年2月10日 - 2月15日）- 主演
- MOTHER 〜特攻の母 島濱トメ物語〜（2012年9月20日 - 9月23日）- 新国立劇場（小劇場）、亘のみ出演
- 吉本百年物語（2013年3月20日 - 4月7日）- なんばグランド花月、亘のみ出演

### 映画
- 漫才ギャング（2011年）
- またいつか夏に。（2012年）- 第4回沖縄国際映画祭で公開された短編映画
- ライフ・レート（2013年）- オムニバス映画『らくごえいが』の中の1話、亘のみ出演
- ピラメキ子役恋ものがたり〜子役に憧れるすべての親子のために〜（2015年） - 本人 役

### 音楽
- 風になりたい（CDシングル、2009年8月5日：PCCA-02999）-「レッドシアターズ」として参加
- Onaraはずかしくないよ/ピラメキたいそう（CDシングル、2010年2月10日：YRCN-90092）
- Punchしたっていいんだよ（CDシングル、2010年8月25日：YRCN-90124）